# Lichtmatroos
Een lichtmatroos is een matroos die werkt als assistent van de bootsman en kwartiermeester op een zeilboot. Hij zorgt voor de veiligheid van de gasten, maar verricht ook benedendeks huishoudelijke taken. 
Een lichtmatroos is op de deksman na de laagste in hiërarchie. Een lichtmatroos volgt de opleiding tot matroos, terwijl een deksman dat niet doet.